# Klaus Schütz
Pour les articles homonymes, voir Schütz.
Klaus Schütz, né le 17 septembre 1926 à Heidelberg et mort le 29 novembre 2012 à Berlin, est un homme politique allemand du Parti social-démocrate (SPD). Du 19 octobre 1967 au 2 mai 1977, il est le maire de Berlin-Ouest. Il est président du Bundesrat en 1967-1968. Après sa démission, il est nommé ambassadeur d'Allemagne en Israël, poste qu'il occupe jusqu'en 1981, puis est nommé directeur général de la Deutsche Welle, poste qu'il occupe de 1981 à 1987.

## Biographie

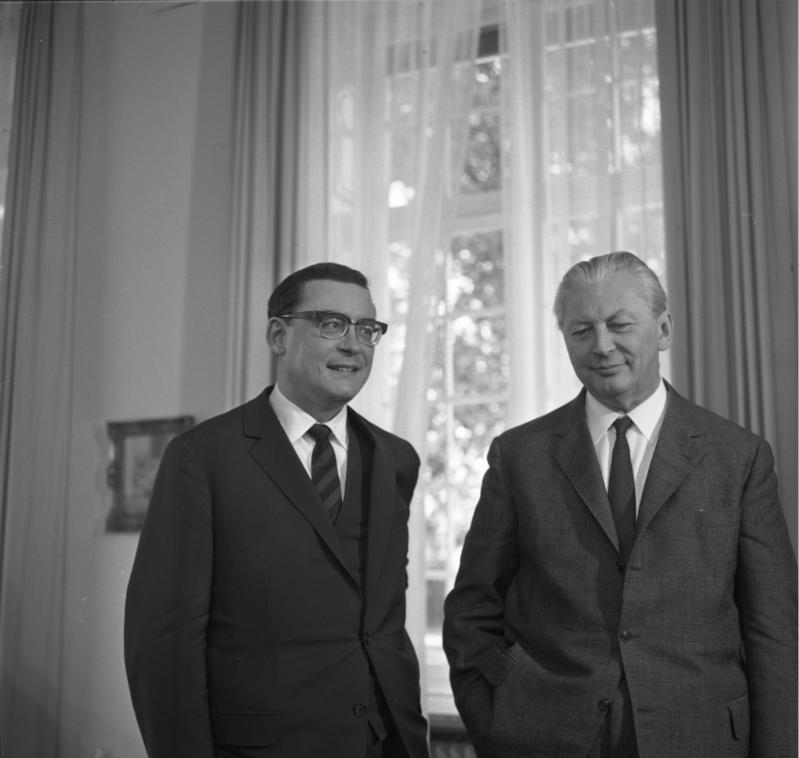
Klaus Schütz (à gauche) est reçu par le chancelier Kurt Georg Kiesinger en 1967

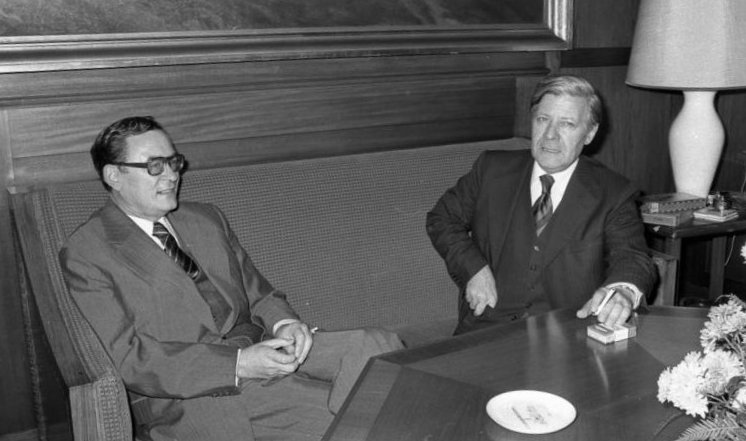
Schütz (à gauche) avec Helmut Schmidt en 1976

Klaus Schütz est grièvement blessé en Italie, à l'âge de 19 ans, en 1945, peu avant la fin de la Seconde Guerre mondiale. Son bras droit est depuis paralysé.
Son parcours politique au sein du SPD commence après la guerre dans sa branche la plus à gauche. Il dirige un groupe de jeunesse Trotskiste dans le District de Zehlendorf à Berlin qui a pris des positions soviétiques dans le SPD. En 1949, il se rend pour un séjour d'études aux États-Unis. À son retour à Berlin, il suit Willy Brandt.
Il épouse en 1952 une fille de pasteur, Adelheid (1924 – 2006).
Klaus Schütz est député du Bundestag de 1957 à 1962. De 1962 à 1966, il est sénateur chargé des affaires fédérales et en même temps Plénipotentiaire de l'État de Berlin auprès du gouvernement fédéral. Du 12 décembre 1966 au 27 octobre 1967, il est secrétaire d'État officiel au Ministère des Affaires étrangères. En 1967, il prend la succession de Heinrich Albertz comme Bourgmestre-gouverneur de Berlin, celui-ci ayant démissionné après la mort de l'étudiant Benno Ohnesorg lors de la visite du Shah d'Iran Mohammad Reza Pahlavi en 1967. Du 1er novembre 1967 au 31 octobre 1968, il est président du Bundesrat.
Le social-démocrate Schütz a contre lui le mouvement étudiant et l'Union socialiste allemande des étudiants. Aux yeux de la nouvelle gauche, il incarne à Berlin le « système » détesté et est donc l'ennemi attitré du mouvement. Lors des manifestations en 1968, les étudiants protestent en scandant : « Brecht dem Schütz die Gräten, alle Macht den Räten! » (Schütz, cassez-lui les arêtes, tout le pouvoir aux soviets !).
En 1971, alors qu'il est tête de liste aux élections à Berlin, le SPD réussit encore à avoir la majorité absolue avec 50,4 % des voix. Aux mêmes élections en 1975, la CDU obtient pour la première fois une majorité relative avec 43,9 % des voix contre 42,6 % pour le SPD, et, avec le FDP (7,1 %), elle arrive à construire une coalition sociale-libérale sous sa direction. Après divers scandales financiers, Schütz se retire en 1977, son successeur étant le sénateur pour les affaires fédérales Dietrich Stobbe.
Par la suite, il est ambassadeur de la république fédérale d'Allemagne en Israël pendant quatre ans. De 1981 à 1987, il est directeur général de la Deutsche Welle à Cologne. Ensuite, il est directeur régional des médias en Rhénanie-du-Nord-Westphalie. Après ses séjours en Israël et à Cologne, il vit depuis 1993 à Berlin-Wilmersdorf.
En mars 1996, il est nommé président de la Croix-rouge allemande à titre honorifique.
Klaus Schütz meurt le 29 novembre 2012 à l'âge de 86 ans d'une pneumonie entouré de sa famille.

## Distinctions
- 2006 : Ordre du Mérite de Berlin
- Docteur honoris causa de l'université de Haifa